# Biegi narciarskie na Mistrzostwach Świata w Narciarstwie Klasycznym 2017 – sztafeta mężczyzn
Sztafeta 4 × 10 km mężczyzn była jedną z konkurencji na Mistrzostwach Świata w Narciarstwie Klasycznym w fińskim Lahti. Rywalizacja została rozegrana 3 marca. Do startu przystąpiło 16 sztafet. Tytułu z 2015, ze szwedzkiego Falun obronili Norwegowie.

## Wyniki
| Miejsce | Nr | Państwo           | Zawodnicy                                                                       | Czas                                      | Strata  |
| ------- | -- | ----------------- | ------------------------------------------------------------------------------- | ----------------------------------------- | ------- |
| 01 !    | 1  | Norwegia          | Didrik Tønseth Niklas Dyrhaug Martin Johnsrud Sundby Finn Hågen Krogh           | 1:37:20,1 21:43,2 21:35,7 26:32,5 27:28,7 | –       |
| 02 !    | 4  | Rosja             | Andriej Łarkow Aleksandr Biessmiertnych Aleksiej Czerwotkin Siergiej Ustiugow   | 1:37:24,7 21:40,3 21:38,1 26:50,7 27:15,6 | +4,6    |
| 03 !    | 2  | Szwecja           | Daniel Richardsson Johan Olsson Marcus Hellner Calle Halfvarsson                | 1:39:51,9 22:17,6 22:37,7 26:28,8 28:27,8 | +2:31,8 |
| 4.      | 5  | Szwajcaria        | Jason Rüesch Jonas Baumann Dario Cologna Curdin Perl                            | 1:39:52,1 22:11,6 22:11,1 27:02,0 28:27,4 | +2:32,0 |
| 5.      | 8  | Finlandia         | Sami Jauhojärvi Iivo Niskanen Lari Lehtonen Matti Heikkinen                     | 1:40:02,5 22:09,6 21:39,0 27:49,6 28:24,3 | +2:42,4 |
| 6.      | 7  | Niemcy            | Thomas Bing Jonas Dobler Florian Notz Lucas Bögl                                | 1:40:02,9 22:06,2 22:34,7 26:42,7 28:39,3 | +2:42,8 |
| 7.      | 3  | Francja           | Jean Marc Gaillard Maurice Manificat Robin Duvillard Clément Parisse            | 1:41:12,1 22:10,9 21:53,8 28:27,0 28:40,4 | +3:52,0 |
| 8.      | 6  | Włochy            | Francesco De Fabiani Dietmar Nöckler Giandomenico Salvadori Federico Pellegrino | 1:42:49,9 22:45,4 22:29,7 28:45,4 28:49,4 | +5:29,8 |
| 9.      | 12 | Kazachstan        | Aleksiej Połtoranin Dienis Wołotka Ołżas Klimin Jewgienij Wieliczko             | 1:42:50,7 22:00,3 23:16,9 28:42,5 28:51,0 | +5:30,6 |
| 10.     | 11 | Stany Zjednoczone | Kyle Bratrud Erik Bjornsen Tad Elliott Simeon Hamilton                          | 1:42:51,4 23:08,5 22:51,5 28:16,4 28:35,0 | +5:31,3 |
| 11.     | 9  | Czechy            | Martin Jakš Lukáš Bauer Michal Novák Petr Knop                                  | 1:42:51,9 22:33,3 22:38,8 28:46,9 28:52,9 | +5:31,8 |
| 12.     | 10 | Kanada            | Graeme Killick Devon Kershaw Alex Harvey Len Väljas                             | LAP 23:45,8 23:45,5 27:15,0 LAP           | –       |
| 13.     | 14 | Estonia           | Raido Ränkel Algo Kärp Karel Tammjärv Aivar Rehemaa                             | LAP 23:49,8 22:56,2 29:06,4 LAP           | –       |
| 14.     | 16 | Rumunia           | Paul Constantin Pepene Raul Mihai Popa Petrică Hogiu Alin Florin Cioancă        | LAP 23:34,8 24:43,6 LAP                   | –       |
| 15.     | 13 | Polska            | Dominik Bury Jan Antolec Maciej Staręga Paweł Klisz                             | LAP 23:35,3 24:26,3 LAP                   | –       |
| 16.     | 15 | Ukraina           | Ołeksij Krasowski Andrij Orłyk Rusłan Perechoda Ołeh Jołtuchowskij              | LAP 24:14,4 25:47,0 LAP                   | –       |